# 奇乾県
奇乾県（きかん-けん）は中華民国黒竜江省にかつて存在した県。

## 地理
奇乾県は黒竜江省北西部、大興安嶺北川。アルグン川下流西岸に位置した。現在の内モンゴル自治区アルグン市に相当する。東は漠河市、南は室韋県、西北はソビエト連邦に接していた。

## 歴史
県名は奇乾河河口に位置していたことに由来する。
清代は黒竜江将軍呼倫貝爾総管の管轄地とされ、1880年（光緒6年）に呼倫貝爾副都統の管轄に移管された。
中華民国成立後の1920年（民国9年）10月、黒竜江省は奇雅河卡倫（哨戒所）に奇乾設治局の設置を決定、12月14日に正式に成立た。1921年（民国10年）12月17日、県に昇格し三等県とされた。1925年（民国14年）5月、呼倫道が設置されるとその管轄とされ、1929年（民国18年）2月の呼倫道廃止後は呼倫市の管轄とされた。
1932年（大同元年）、満州国が成立すると奇乾県は興安北分省の管轄とされた。翌年には県制が廃止となり奇乾弁事処に改編、同年7月には額爾古納左旗及び額爾古納右旗に分割・編入され奇乾県は消滅した。
| 前の行政区画 奇乾設治局 | 黒竜江省の歴史的地名 1921年 - 1933年 | 次の行政区画 額爾古納左旗 額爾古納右旗 |